# Lettonie aux Jeux olympiques d'été de 2000
La Lettonie participe aux Jeux olympiques d'été de 2000 à Sydney. Sa délégation est composée de 45 athlètes répartis dans 13 sports et son porte-drapeau est le lanceur de javelot Voldemārs Lūsis. Au terme des Olympiades, la nation se classe 42e à égalité avec la Yougoslavie, les deux nations ayant chacune gagné une médaille d'or, d'argent et de bronze.

## Nombre d'athlètes qualifiés par sport
Voici la liste des qualifiés et sélectionnés Lettons par sport (remplaçants compris) :
| Sport       | Hommes | Femmes | Total |
| ----------- | ------ | ------ | ----- |
| Athlétisme  | 8      | 9      | 17    |
| Aviron      | 1      | 0      | 1     |
| Canoë-kayak | 1      | 0      | 1     |
| Cyclisme    | 9      | 0      | 9     |

## Liste des médaillés lettons

### Médailles d'or
| Sport              | Discipline | Sportifs      | Performance |
| Médailles d'or : 1 |            |               |             |
| Gymnastique        | Sol (H)    | Igors Vihrovs |             |

### Médailles d'argent
| Sport                  | Discipline       | Sportifs        | Performance |
| Médailles d'argent : 1 |                  |                 |             |
| Athlétisme             | 50 km marche (H) | Aigars Fadejevs |             |

### Médailles de bronze
| Sport                   | Discipline         | Sportifs           | Performance |
| Médailles de bronze : 1 |                    |                    |             |
| Judo                    | Moins de 73 kg (H) | Vsevolods Zeļonijs |             |

## Athlétisme

### Hommes
| Athlète            | Épreuve              | Séries        | Séries      | Quarts de finale | Quarts de finale | Demi-finales  | Demi-finales | Finale          | Finale            |
| Athlète            | Épreuve              | Temps         | Rang        | Temps            | Rang             | Temps         | Rang         | Temps           | Rang              |
| ------------------ | -------------------- | ------------- | ----------- | ---------------- | ---------------- | ------------- | ------------ | --------------- | ----------------- |
| Viktors Lacis      | 800 m                | 1 min 46 s 94 | 3e          | Non disputé      | Non disputé      | 1 min 47 s 24 | 6e           | Eliminé         | Eliminé           |
| Staņislavs Olijars | 110 m haies          | 13 s 56       | 2e          | 13 s 34          | 3e               | 13 s 50       | 6e           | Eliminé         | Eliminé           |
| Aigars Fadejevs    | 20 kilomètres marche | Non disputé   | Non disputé | Non disputé      | Non disputé      | Non disputé   | Non disputé  | 1 h 22 min 43 s | 14e               |
| Maris Putenis      | 20 kilomètres marche | Non disputé   | Non disputé | Non disputé      | Non disputé      | Non disputé   | Non disputé  | DSQ             | /                 |
| Aigars Fadejevs    | 50 kilomètres marche | Non disputé   | Non disputé | Non disputé      | Non disputé      | Non disputé   | Non disputé  | 3 h 43 min 40 s | Médaille d'argent |
| Modris Liepins     | 50 kilomètres marche | Non disputé   | Non disputé | Non disputé      | Non disputé      | Non disputé   | Non disputé  | 3 h 48 min 36 s | 9e                |
| Ugis Bruvelis      | 50 kilomètres marche | Non disputé   | Non disputé | Non disputé      | Non disputé      | Non disputé   | Non disputé  | 4 h 11 min 41 s | 35e               |

| Athlète         | Épreuve           | Qualification | Qualification | Finale      | Finale  |
| Athlète         | Épreuve           | Performance   | Rang          | Performance | Rang    |
| --------------- | ----------------- | ------------- | ------------- | ----------- | ------- |
| Voldemars Lusis | Lancer du javelot | 80,08 m       | 18e           | Eliminé     | Eliminé |
| Ēriks Rags      | Lancer du javelot | 75,75 m       | 26e           | Eliminé     | Eliminé |

### Femmes
| Athlète           | Épreuve              | Séries         | Séries      | Quarts de finale | Quarts de finale | Demi-finales | Demi-finales | Finale          | Finale  |
| Athlète           | Épreuve              | Temps          | Rang        | Temps            | Rang             | Temps        | Rang         | Temps           | Rang    |
| ----------------- | -------------------- | -------------- | ----------- | ---------------- | ---------------- | ------------ | ------------ | --------------- | ------- |
| Irina Latve       | 800 m                | 2 min 06 s 05  | 6e          | Eliminé          | Eliminé          | Eliminé      | Eliminé      | Eliminé         | Eliminé |
| Jeļena Prokopčuka | 5 000 m              | 15 min 09 s 54 | 4e          | Non disputé      | Non disputé      | Non disputé  | Non disputé  | 14 min 55 s 46  | 9e      |
| Jeļena Prokopčuka | 10 000 m             | 32 min 32 s 87 | 8e          | Non disputé      | Non disputé      | Non disputé  | Non disputé  | 32 min 17 s 72  | 19e     |
| Anita Trumpe      | 100 m haies          | 13 s 77        | 7e          | Eliminé          | Eliminé          | Eliminé      | Eliminé      | Eliminé         | Eliminé |
| Irena Zauna       | 400 m haies          | 57 s 79        | 5e          | Eliminé          | Eliminé          | Eliminé      | Eliminé      | Eliminé         | Eliminé |
| Jolanta Dukure    | 20 kilomètres marche | Non disputé    | Non disputé | Non disputé      | Non disputé      | Non disputé  | Non disputé  | 1 h 36 min 54 s | 30e     |
| Anita Liepina     | 20 kilomètres marche | Non disputé    | Non disputé | Non disputé      | Non disputé      | Non disputé  | Non disputé  | 1 h 39 min 17 s | 37e     |

| Athlète            | Épreuve           | Qualification | Qualification | Finale      | Finale  |
| Athlète            | Épreuve           | Performance   | Rang          | Performance | Rang    |
| ------------------ | ----------------- | ------------- | ------------- | ----------- | ------- |
| Liga Klavina       | Saut en hauteur   | NH            | /             | Eliminé     | Eliminé |
| Valentina Gotovska | Saut en longueur  | 6,47 m        | 19e           | Eliminé     | Eliminé |
| Inga Kozarenoka    | Lancer du javelot | 53,83 m       | 30e           | Eliminé     | Eliminé |

## Aviron

### Hommes
| Athlète(s)       | Compétition | Série | Série | Repêchage | Repêchage | Demi-finale | Demi-finale | Finale  | Finale  |
| Athlète(s)       | Compétition | Temps | Rang  | Temps     | Rang      | Temps       | Rang        | Temps   | Rang    |
| ---------------- | ----------- | ----- | ----- | --------- | --------- | ----------- | ----------- | ------- | ------- |
| Andris Reinholds | Skiff       | DSQ   | /     | Eliminé   | Eliminé   | Eliminé     | Eliminé     | Eliminé | Eliminé |

## Canoe-Kayak

### Course en ligne

#### Hommes
| Athlète              | Compétition | Éliminatoires  | Éliminatoires | Demi-finales   | Demi-finales | Finale A       | Finale A |
| Athlète              | Compétition | Temps          | Rang          | Temps          | Rang         | Temps          | Rang     |
| -------------------- | ----------- | -------------- | ------------- | -------------- | ------------ | -------------- | -------- |
| Jefimijs Klementjevs | C1 1000m    | 3 min 58 s 840 | 4e            | 4 min 01 s 300 | 2e           | 4 min 00 s 931 | 7e       |

## Cyclisme

### Route

#### Hommes
| Athlète             | Compétition      | Temps               | Rang |
| ------------------- | ---------------- | ------------------- | ---- |
| Raivis Belohvoščiks | Course en ligne  | DNF                 | /    |
| Andris Naudužs      | Course en ligne  | DNF                 | /    |
| Dainis Ozols        | Course en ligne  | DNF                 | /    |
| Andris Reiss        | Course en ligne  | 5 h 42 min 01       | 80e  |
| Arvis Piziks        | Course en ligne  | 5 h 30 min 46 s     | 21e  |
| Dainis Ozols        | Contre-la-montre | 1 h 00 min 46 s 390 | 21e  |
| Raivis Belohvoščiks | Contre-la-montre | 59 min 57 s 852     | 15e  |

### Piste

#### Hommes
| Athlète          | Compétition          | Qualification | Seizièmes de finale      | Repêchages               | Huitièmes de finale      | Repêchages               | Quarts de finale         | Match de classement | Demi-finales             | Match pour le bronze     | Match pour le bronze | Finale                   | Finale  |
| Athlète          | Compétition          | Temps Vitesse | Adversaire Temps Vitesse | Adversaire Temps Vitesse | Adversaire Temps Vitesse | Adversaire Temps Vitesse | Adversaire Temps Vitesse | Rang                | Adversaire Temps Vitesse | Adversaire Temps Vitesse | Rang                 | Adversaire Temps Vitesse | Rang    |
| ---------------- | -------------------- | ------------- | ------------------------ | ------------------------ | ------------------------ | ------------------------ | ------------------------ | ------------------- | ------------------------ | ------------------------ | -------------------- | ------------------------ | ------- |
| Viesturs Bērziņš | Vitesse individuelle | 10 s 343      | Victoire Japon           | Non disputé              | Défaite Allemagne        | Eliminé                  | Eliminé                  | Eliminé             | Eliminé                  | Eliminé                  | Eliminé              | Eliminé                  | Eliminé |

| Athlète      | Compétition                | Temps          | Rang |
| ------------ | -------------------------- | -------------- | ---- |
| Gvido Miezis | Contre-la-montre sur piste | 1 min 08 s 113 | 16e  |

| Athlète       | Compétition | 1er round | Repêchage | Demi-Finales | Finale  |
| Athlète       | Compétition | Rang      | Rang      | Rang         | Rang    |
| ------------- | ----------- | --------- | --------- | ------------ | ------- |
| Ainārs Ķiksis | Keirin      | DSQ       | 1er       | DSQ          | Eliminé |

| Athlète                                   | Compétition         | Qualification        | Qualification | Demi-finale                     | Finale                          | Finale  |
| Athlète                                   | Compétition         | Temps Vitesse (km/h) | Rang          | Adversaire Temps Vitesse (km/h) | Adversaire Temps Vitesse (km/h) | Rang    |
| ----------------------------------------- | ------------------- | -------------------- | ------------- | ------------------------------- | ------------------------------- | ------- |
| Viesturs Bērziņš Ainars Kiksis Ivo Lakučs | Vitesse par équipes | 45 s 589             | 6e            | 46 s 525                        | Eliminé                         | Eliminé |